# مقاطعة سفاي رينغ
مقاطعة سفاي رينغ هي محافظة في كمبوديا، بلغ عدد سكانها 482٬785 نسمة، عاصمتها سفاي رينغ ‏، تبلغ مساحتها 2٬966٫0 كيلومتر مربع.

## الموقع
تشترك في الحدود مع:
- محافظة تاي ننه.

## التقسيمات الإدارية
- Chantrea District [الإنجليزية]‏
- Kampong Rou District [الإنجليزية]‏
- Rumduol District [الإنجليزية]‏
- Romeas Haek District [الإنجليزية]‏
- Svay Chrum District [الإنجليزية]‏
- Svay Rieng municipality [الإنجليزية]‏
- Svay Theab District [الإنجليزية]‏.

## أعلام
- خيو سامبان